# Marie Louise Gonzaga
Marie Louise Gonzaga  (cunoscută în Polonia drept Ludwika Maria; 18 august 1611 - 10 mai 1667) a fost soția a doi regi ai Poloniei: Vladislav al IV-lea Vasa și Ioan Cazimir al II-lea Vasa. 

## Biografie

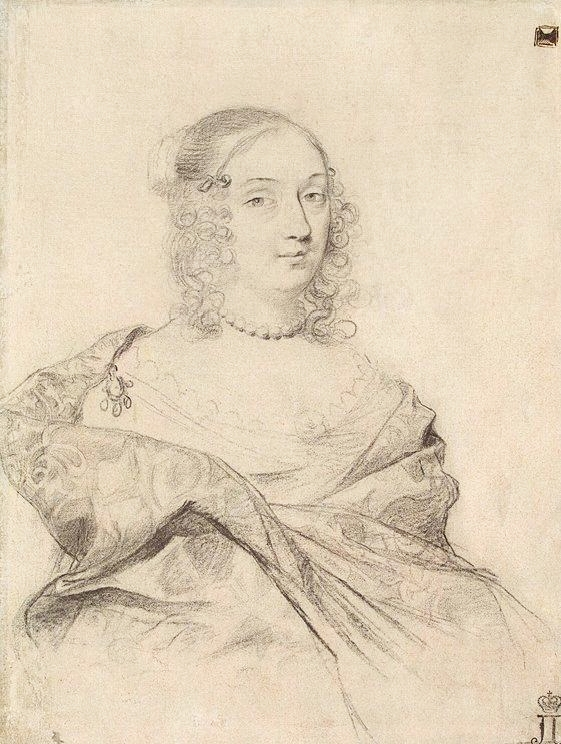
Marie Louise Gonzaga

Marie Louise Gonzaga s-a născut la 18 august 1611, la Nevers, Franța, și a fost fiica lui Carol I, Duce de Mantua și Caterinei de Guise. După ce și-a petrecut copilăria cu mama sa, trebuia să se căsătorească cu Gaston,  Duce de Orléans în 1627, însă regele Ludovic al XIII-lea al Franței s-a opus căsătoriei și a închis-o în fortăreața Vincennes iar mai târziu într-o mică mănăstire.
Prima propunere de a se căsători cu nou alesul rege al Poloniei, Vladislav al IV-lea Vasa, a fost făcută în 1634, însă în cele din urmă Vladislav s-a căsătorit cu Cecilia Renata de Austria, fiica împăratului Ferdinand al II-lea al Imperiului Roman și a Mariei Anna de Bavaria. Această decizie a fost foarte nefavorabilă pentru Franța și l-a mâniat pe Ludovic al XIII-lea din cauza alianței nou înființate între Imperiul Austriac și comunitatea polono-lituaniană.
În 1640, Marie Louise l-a întâlnit pe fratele lui Vladislav, Jan Casimir, cu care a avut o aventură. Mai târziu, ea l-a invitat pe Prințul Jan Casimir în Franța pentru salonul ei literar anual organizat la Paris.
În urma decesului Ceciliei Renata în 1644, Cardinal Jules Mazarin, cu ajutorul tânărului rege francez, era determinat să distrugă alianța dintre dinastia poloneză și Austria Habsburgică, rivalii Franței și o posibilă amenințate pentru Franța. Mazarin a insistat ca Marie Louise ar trebui să se căsătorească cu văduvul monarh. Sub presiunea guvernului francez și a altor națiuni vest europene, Marie Louise Gonzaga s-a căsătorit cu Vladislav prin procură la 5 noiembrie 1645. Nunta a avut loc la Varșovia, la 10 martie 1646. Ea a fost obligată de Parlamentul polonez să-și schimbe numele din Marie Louise în Ludwika Maria, în Polonia acelor timpuri numele Maria fiind rezervat numai mamei lui Isus.
Doi ani mai târziu, la 20 mai 1648, Marie Louise era văduvă. Jan Casimir a fost ales următorul rege al Poloniei de către Parlament și s-a căsătorit cu ea la 30 mai 1649. Din momentul în care ea a devenit oficial regină pentru a doua oară, Marie Louise s-a concentrat imediat pe influența punctelor de vedere politice ale noului ei soț. Marie Louise credea că ea este mult mai abilă în a-l controla pe Jan Casimir decât Vladislav, care a fost descris ca fiind extrem de încăpățânat, egoist și susținut de majoritatea covârșitoare a nobilimii, căreia Marie Louise i s-a opus și a căutat să reducă puterea nobililor în Parlament.

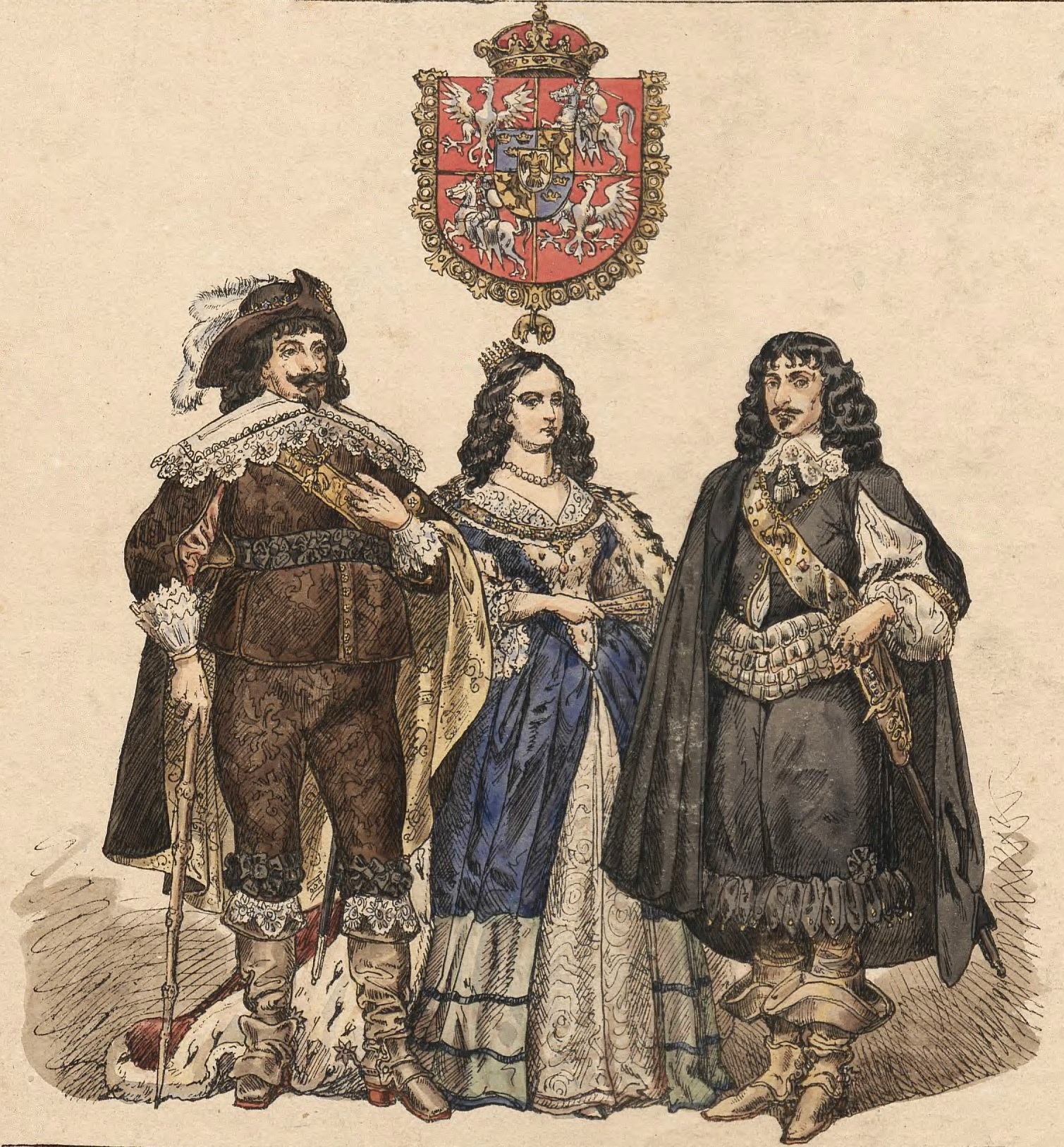
Regele Vladislav și Prințul Jan Casimir cu Marie Louise

Inteligentă, tenace și cu o personalitate puternică de multe ori ea nu numai că l-a susținut pe Jan Casimir, dar l-a ghidat de-a lungul campaniilor militare și politice. Comportamentul ei intensiv și oarecum respingător a fost observat de către un diplomat din Brandenburg pe nume Hoverberk  care a scris în jurnalele sale că "cu o insistență neîncetată, plângeri și alte trucuri ea îl controla pe săracul monarh și, prin urmare, soarta întreagii țări." În contrast cu soțul ei, Marie Louise nu era înțelegătoare față de servitori, țărani, și clasa de jos, însă urmărea cu încăpățânare să-și atingă obiectivele stabilite și era determinată să consolideze națiunea poloneză în caz de război cu puternicele și periculoase imperii din est - Imperiul Otoman, Imperiul suedez și al Moscovei.
Nobilimea poloneză era scandalizată de amestecul reginei în politică, crezând că nici o femeie nu ar trebui să interfereze cu astfel de afaceri. Cu toate acestea, ea a jucat un rol important ca lider al trupelor poloneze în respingerea forțele suedeze din timpul invaziei suedeze în Polonia, cunoscut sub numele de "Potopul".
Ea și-a dorit să schimbe sistemul de vot al Senatului polonez și să acorde monarhul mai multă putere, totuși nu a reușit, astfel de acțiuni ar fi putut duce la o revoltă a claselor superioare și bogate, care ar fi devastat în cele din urmă economia comunității.
Ea purta mereu haine franțuzești și colecta obiecte mici cum ar fi monede, bijuterii și sticluțe de parfum - aceasta fiind o practică comună în timpul domniilor regilor Ludovic al XIII-lea și Ludovic al XIV-lea.

## Invazia suedeză
Toate caracteristicile Mariei Louise, persistența și determinarea ei combinate cu o mare sârguință și curaj, s-au evidențiat în special în timpul invaziei suedeze. Se spune că și-a riscat viața pe linia frontului și după înfrângere, obligată să părăsească capitala, ea nu și-a pierdut credința în victorie și a mers la Silezia, de unde a regizat armata pentru a lupta împotriva invadatorilor.  A încercat să stabilească un contact cu toți cetățenii care au rezistat suedezilor. Marie dezvoltat, de asemenea, o campanie diplomatică extinsă cu scopul de a primi ajutor de la alți conducători și monarhi europeni. Pentru a dobândi ajutorul Habsburgilor, ea nu ar fi ezitat să predea tronul polonez după moartea lui Jan Casimir. A participat, și de asemenea a lucrat la stabilirea condițiilor de pace cu Suedia - Tratatul de la Oliwa.
În timpul invaziei, regina a atins un vârf de popularitate, care însă a scăzut rapid după prezentarea unui set de reforme, a întăririi puterii și alegeri vivente rege (expresie în latină pentru "rege pe viață"). La început, ea a folosit diferite metode de a-și construi un partid adunat în jurul Curții și a început o campanie de propagandă. În același timp, ea era hotărâtă ca nepoata ei - Anne Henriette de Bavaria, al cărei soț trebuia să fie Henri Jules, Prinț de Condé - să devină soția următorului rege ales al Poloniei și Mare Duce al Lituaniei. Aceasta a înfuriat clasele bogate și nobilii, care au acuzat-o că a implicat Polonia în politica franceză.